# Гумцидаг
Гумцида́г (рос. Гумцыдаг) — гірська вершина у північно-східній частині Великого Кавказу. Знаходиться на території Росії (південний Дагестан).